# 黄冈市李四光纪念馆
30°27′30″N 114°52′14″E / 30.4582°N 114.87059°E
黄冈市李四光纪念馆，通常称李四光纪念馆，与黄州区博物馆、李四光青少年科技馆、黄州区文物调查勘探工作队为同一个机构，坐落于中华人民共和国湖北省黄冈市黄州区龙王山南麓的一座综合性自然科学博物馆，隶属于黄州区文化和旅游局的直属一类公益性事业单位。

## 历史
1985月，黄冈县人民政府批准成立黄冈县博物馆，并在黄州镇七一水库旁动工兴建馆舍。1989年，中共黄冈县委经中共中央宣传部批准在县博物馆设立李四光纪念馆。1989年10月，博物馆落成开馆。开馆之初，该馆占地11.6亩，建筑面积3700平方米，主楼分四层，下为地下室，馆内设12个展厅。一至三层分别为县博物馆、李四光纪念展览馆、陈潭秋纪念展览馆。二层展区举办有《我国卓越的科学家——李四光》，三层展区举办有《陈潭秋生平事迹展览》固定型展览。博物馆藏有各种文物600余件，其中禹王城龙王山出土的战国青铜剑，黄兴赠吴崑四条屏，周恩来和董必武赠给熊十力的马克思、恩格斯、毛泽东哲学著作等，均属国家一级文物:529。中共中央总书记胡耀邦曾于1984年为该馆题写“李四光纪念馆”馆名，中共中央总书记、国家主席江泽民曾于1993年为该馆题写“陈潭秋纪念馆”馆名，全国人大副委员长楚图南、全国政协副主席赵朴初为该馆题写“黄冈县博物馆”馆名。胡耀邦和江泽民题写的馆名石匾曾分别嵌在主楼正厅大门两边，而县博物馆石匾则挂在馆前门楼上。
1995年，“黄州市李四光纪念馆”被湖北省人民政府命名为首批“湖北省爱国主义教育基地”。1998年，黄州区博物馆被湖北省人民政府命名为“湖北省爱国主义教育示范基地”。2000年，经中国科学院十七位院士联名呼吁，在李四光纪念馆又设立了“李四光青少年科技馆”，从而形成了黄州区博物馆、李四光纪念馆、陈潭秋纪念馆、李四光青少年科技馆、黄州区文物调查勘探工作队“五块牌子、一套班子”的管理模式。
2005年，黄冈市李四光纪念馆被中国地震局命名为“全国防震减灾科普教育基地”。2005年10月，湖北省黄冈市李四光青少年科技馆被中国科学技术协会命名为“全国科普教育基地”。据2004年出任第三任馆长的孙在本回忆，2006年之前，由于缺乏经费，该馆馆舍破败，展览陈旧，罕有观众参观。在刚上任的两年里，李在本数十次到北京求援，受到了正患病在床的中科院院士邹承鲁的接见。邹承鲁是李四光的女婿，听取李在本对纪念馆境况的讲述后，在其向中央领导汇报的信上附名。2006年，经国务院总理温家宝批示，该馆获得552万专项维修改造资金，开始实施全面馆舍维修改造和展览更新工程。2008年，该馆维修改造和陈列布展工程竣工，并向市民免费开放。该馆在改造后常设八个展厅，分别为序厅、李四光生平展厅、李四光与能源展厅、李四光与冰川展厅、李四光与地震展厅、李四光与古生物展厅、李四光与地质力学展厅、李四光青少年科普展厅。2009年10月30日，纪念李四光诞辰120周年暨李四光纪念馆维修竣工开馆典礼在李四光纪念馆广场举行，国务院参事、国土资源部总工程师张洪涛、原湖北省人大常委会副主任贾天增为李四光铜像揭幕。
2017年6月2日，湖北省文物局文物鉴定专家组应邀到黄州区博物馆对其馆藏141件可移动文物进行鉴定定级，经鉴定筛选，南北朝青釉三系瓷罐、唐白釉瓷碗、明蓝釉小瓷碗等13件文物被认定为三级以上珍贵文物。

## 备注
1. ↑  现藏于辛亥革命武昌起义纪念馆[6]
2. 1 2  “陈潭秋纪念馆”已挂牌至陈潭秋故居纪念馆[1]
3. ↑  1990年12月26日，黄冈县经国务院批准改为黄州市[8]
4. ↑  1996年5月，黄州市一分为二，分设为黄州区、团风县[8]